# Волк

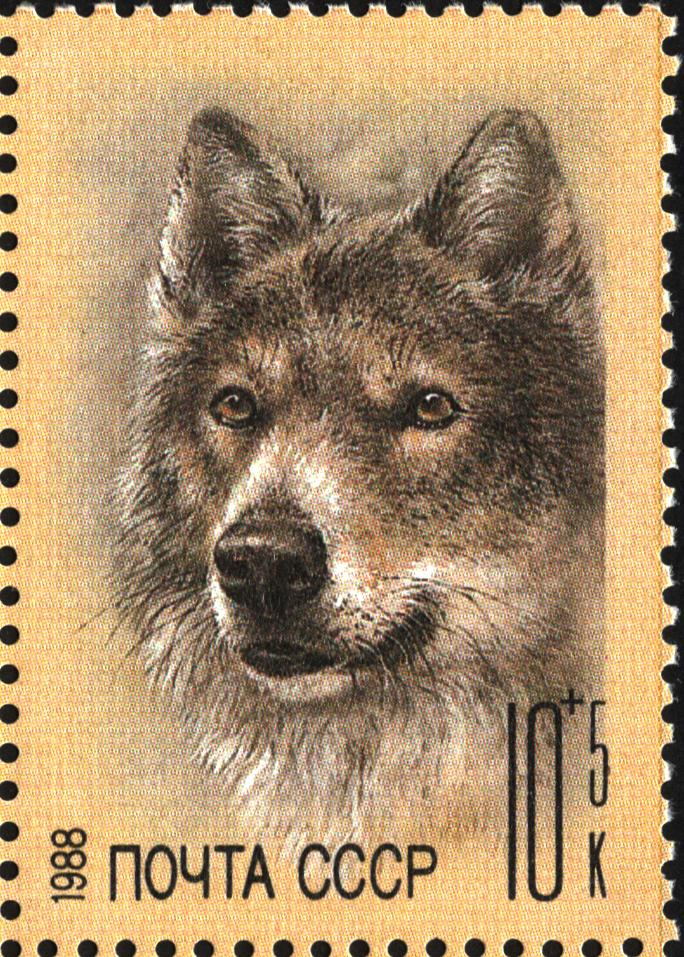
Почтовая марка СССР 1988 г. с изображением волка

Волк, или се́рый волк, или обыкнове́нный волк (лат. Canis lupus), — вид хищных млекопитающих из семейства псовых (Canidae). Наряду с койотом (Canis latrans), обыкновенным шакалом (Canis aureus) и ещё несколькими видами составляет род волков (Canis). Кроме того, как показывают результаты изучения последовательности ДНК и дрейфа генов, является прямым предком домашней собаки (Canis familiaris; также классифицируется как подвид волка, Canis lupus familiaris). Волк — одно из самых крупных современных животных в своём семействе: длина его тела (без учёта хвоста) может достигать 160 см, длина хвоста — до 52 см, высота в холке — до 90 см; масса тела может достигать 90—110 кг.
Когда-то волк имел гораздо большее распространение в Евразии и Северной Америке. В настоящее время его ареал и общая численность животных заметно уменьшились, главным образом в результате человеческой деятельности: изменения природных ландшафтов, урбанизации и массового истребления. Во многих регионах мира волк находится на грани полного исчезновения, хотя на севере Евразии и Америки его популяция всё ещё остаётся стабильной. Несмотря на то, что популяция волков продолжает уменьшаться, он до сих пор во многих местах является объектом охоты как представляющий потенциальную опасность для человека и домашнего скота либо ради развлечения.
В качестве одного из ключевых хищников волки играют очень важную роль в балансе экосистем таких биомов, как леса умеренных широт, тайга, тундра, степи и горные системы. Всего выделяют примерно 32 подвида волка, различающихся размерами и оттенками меха. На территории Российской Федерации чаще всего встречаются обыкновенный, он же таёжный (C.l.lupus) и тундровый (C.l.albus) волки. Также на территории России из подвидов проживают камчатский волк (юг Камчатки, в прошлом — весь полуостров), амурский волк (Сихотэ-Алинь, леса и лесостепи к югу от Станового хребта), степной волк (степная зона на восток до Алтая), монгольский волк (степи Забайкалья; возможно и открытые ландшафты в Приморье) и кавказский волк.

## Этимология
Русское слово «волк» (от др.-рус. вълкъ) происходит из праслав. *vьlkъ (отсюда же болг. вълк, серб. вук, словен. vоɫk, чеш. vlk, пол. wilk, бел. воўк, укр. вовк), восходящего, в свою очередь, к пра-и.е. *u̯l̥kʷos «волк».
В русском языке это обозначение этого животного является общераспространённым как в литературной норме, так и в различных диалектах. От него образованы разговорное/диалектное «волча́ра», уменьшительное «волчо́к» и увеличительное «волчище». Название самки — «волчи́ца» (диал. волчи́ха), детёныша — «волчо́нок» (мн. число — «волча́та»). По отношению к детёнышам волка также, равно как и к детёнышам домашней собаки, используется обозначение «щенок» (мн. число — «щенята»).
Распространённым диалектизмом, обозначающим волка — прежде всего, распространённым в южнорусском наречии — является «бирю́к». В некоторых диалектах он имеет значение «волк-одиночка» или «матёрый (большой) волк». Эта лексема, кроме того, используется в качестве эвфемизма (см. ниже). Обозначение «бирюк» — тюркизм (скорее всего, татарского происхождения, тат. бүре, приобрело современный вид под влиянием слов навроде «барсук»). Впервые, согласно картотеке среднерусского словаря Института русского языка АН СССР (КСРС), это слово отмечается в Актах Астраханской воеводской избы 1654 г.
Для обозначения молодого волка прошлогоднего выводка, возрастом до года (или больше года, как вариант) в охотничьем жаргоне и во многих диалектах используются лексемы «подъя́рок» или «перея́рок». Они также используются для обозначения молодых овец того же возраста. Молодые волки возрастом до года называются «прибылыми» (начальная форма — «прибыло́й»); волки возрастом от двух до пяти лет — «матёрыми»; с возраста пяти лет волков называют «старыми».

## Эволюция

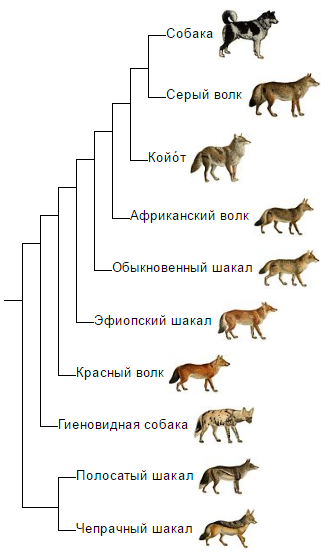
Филогенез волка

Наиболее вероятным предком волка считается Canis lepophagus — мелкий представитель семейства псовых с узким черепом, обитавший в миоцене Северной Америки и, возможно, также бывший предком койота. После вымирания борофагов, крупного рода псовых, C. lepophagus увеличил размеры тела и ширину черепа. Ископаемые остатки этого вида, найденные на севере Техаса, могут принадлежать представителю предков всех современных волков. Первые настоящие волки начинают появляться в раннем плейстоцене, около 1 800 000 лет назад. Среди них был Canis priscolatrans, небольшой вид, напоминающий современного красного волка, колонизировавший Евразию через Берингию. Новая популяция евразийского C. priscolatrans постепенно эволюционировала в С. mosbachensis, имеющего близкое сходство с современными волками. Он был распространён в Европе с начала четвертичного оледенения до примерно 500 000 лет назад и впоследствии эволюционировал в Canis lupus.
По другим данным, предковым видом к современному Canis lupus считается Canis etruscus F. Major, известный из отложений раннего плейстоцена в Евразии.
По данным генетиков, у многих современных и древних североамериканских волков обнаружены примеси от койотов (Canis latrans). Волки и койоты начали расходиться примерно 700 тыс. лет назад. Примесь от койотов появилась у волков около 100—80 тыс. лет назад. Два плейстоценовых волка с Юкона несли койотовые митохондриальные линии.
Исследования митохондриальной ДНК показали, что существует по меньшей мере четыре генеалогические линии волка, самой древней из которых является линия африканского волка, появившегося в середине позднего плейстоцена. Остальные линии относятся к Индийскому субконтиненту. Из них древнейшей считается линия гималайского волка[уточнить], появившегося около 800 тыс. лет назад, в период крупных климатических и геологических изменений в гималайском регионе. Индийский волк (Canis lupus pallipes) отделился от гималайского около 400 тыс. лет назад. Самой поздней линией является тибетский волк (Canis lupus chanco)[уточнить], коренной обитатель Кашмира, появившийся 150 000 лет назад. Именно эта линия, известная как Голарктическая клада, распространилась в Европе и Северной Америке, как показывает обмен ДНК-маркерами между домашней собакой, европейским и северо-американским волком.
Ныне вымерший японский волк является потомком большого сибирского волка, колонизировавшего в плейстоцене Корейский полуостров и Японию, когда та ещё была частью материковой Азии. В течение голоцена Сангарский пролив отделил Хонсю от Хоккайдо, вызвав климатические изменения, приведшие к исчезновению большинства крупных копытных обитателей архипелага, и японский волк подвергся островной карликовости. Волк Хоккайдо (Canis lupus hattai) был заметно крупнее своего южного родственника — японского хондосского волка (Canis lupus hodophilax), имея доступ к более крупной добыче и продолжая генетический взаимообмен с сибирским волком.
В позднем голоцене (а по другим данным — и вовсе в конце среднего плейстоцена) Canis lupus реколонизировал Северную Америку. Обитавший там более крупный ужасный волк (Aenocyon dirus) вымер 8000 лет назад из-за исчезновения крупной добычи. Конкуренция с появившимся «серым» волком за мелкую и юркую добычу ускорила этот процесс. После исчезновения «ужасного» волка «серый» увеличился в размерах и распространился повсеместно.

## Описание

### Внешний вид

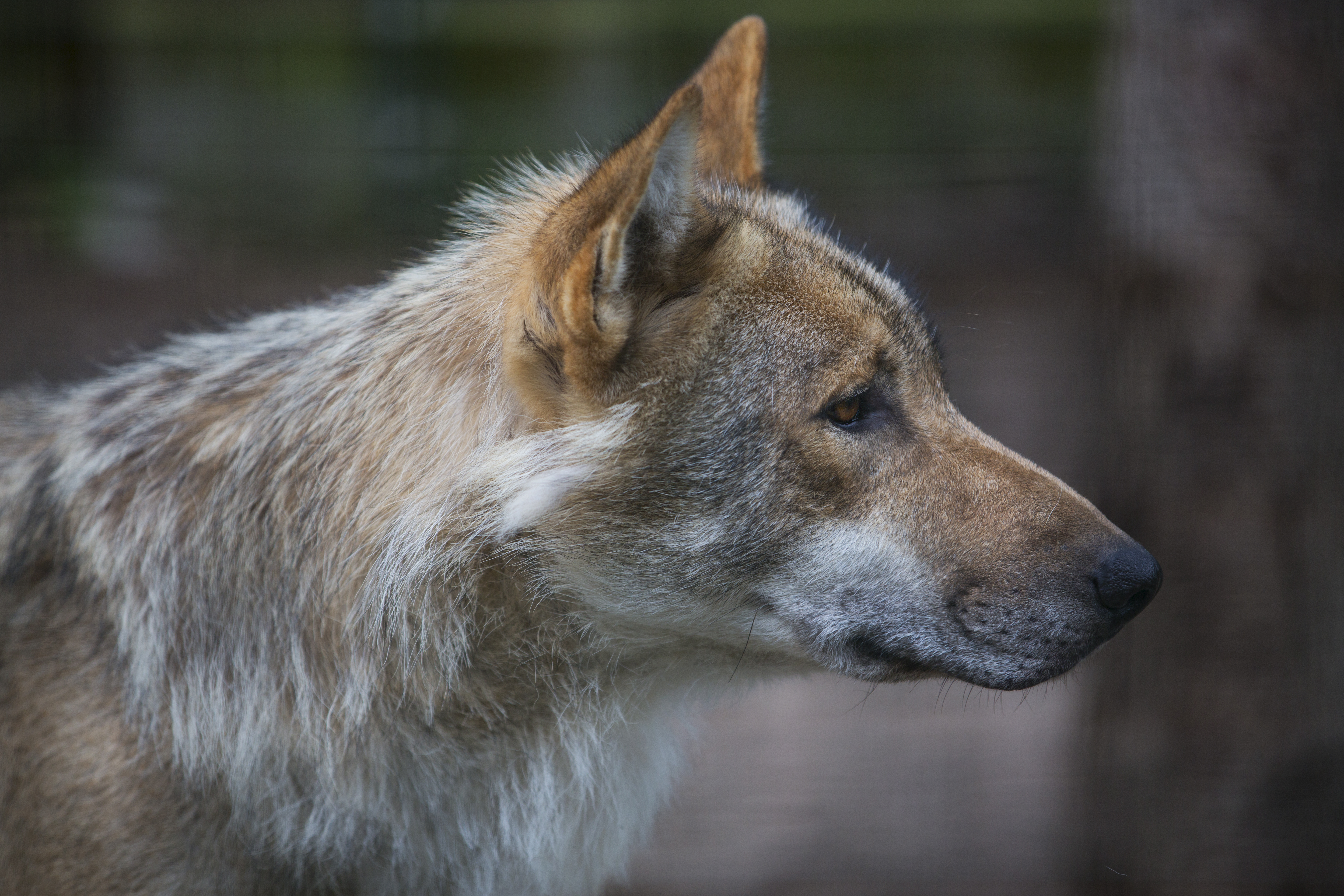
Профиль серого волка (зоопарк Великого Устюга)

Как уже было указано выше, волк является самым крупным представителем семейства псовых. Размеры и общая масса волков подвержены сильной географической изменчивости; замечено, что они меняются пропорционально в зависимости от окружающего климата и в полном соответствии с правилом Бергмана (чем холоднее климат, тем крупнее животное). В общем случае высота животных в холке колеблется в пределах 66—86 см, длина 105—160 см, а масса 32—62 кг, что делает обыкновенного волка одним из самых крупных млекопитающих в семействе. Самцы из средней полосы России весят 34—49 кг, а самки — 30—42 кг. Прибылые (годовалые) волки весят в пределах 20—30 кг, переярки (2—3 года) — 35—45 кг. Матереет волк в возрасте 2,5—3 лет, достигая массы в 50 и более килограммов. В Сибири и на Аляске крупные матёрые волки могут весить более 77 кг.
Изредка встречаются особи больших размеров и массы, до 72 кг. Крупное животное было зарегистрировано в 1939 году на Аляске: его масса составлял около 80 кг. Считают, что в Сибири масса отдельных экземпляров может превышать 92 кг. Самым маленьким подвидом следует считать арабского волка (C.l. arabs), самки которого в зрелом возрасте могут весить всего 10 кг. Половой диморфизм довольно выражен в размере особей: пределах одной популяции самцы всегда крупнее самок примерно на 20 %, и с более лобастой головой.
Телосложение волка вполне типично для видов семейства собачьих. По общему виду волк напоминает крупную остроухую собаку. Ноги высокие, сильные; лапа крупнее и более вытянута, нежели собачья, длина следа порядка 9—12 см, ширина 7 см, средние два пальца более вынесены вперёд, пальцы не растопырены и отпечаток рельефнее, чем у собаки. Дорожка следов у волка ровнее, и образует почти ровную строчку, а у собак — извилистую линию. Голова широколобая, морда относительно широкая, сильно вытянута и по бокам обрамлена «бакенбардами». Массивная морда волка хорошо отличает его от шакала и койота, у которых она более узкая и острая. К тому же она очень выразительна: учёные различают более 10 мимических выражений: гнев, злоба, покорность, ласка, веселье, настороженность, угроза, спокойствие, страх. У молодых волчат непропорционально большие по отношению к размеру тела голова и лапы.
Череп крупный и массивный, высокий. Носовое отверстие широкое, особенно заметно расширяющееся книзу. Носовой отдел в принципе сравнительно приподнят. Длина мозговой коробки приблизительно на четверть короче лицевой длины черепа. Наибольшая длина черепа самцов 268—285, самок 251—268, кондилобазальная длина черепа самцов 250—262, самок 230—247, скуловая ширина самцов 147—160, самок 136—159, межглазничная ширина самцов 84—90, самок 78—85, длина верхнего ряда зубов самцов 108—116, самок 100—112 мм. Черепа волчат с молочными зубами отличаются от черепов взрослых особей по ряду признаков. В частности, носовой отдел значительно короче, а мозговой отдел относительно широкий и большой.
Строение зубов волка — важная характеристика, определяющая образ жизни этого хищника. На верхней челюсти имеются 6 резцов, 2 клыка, 8 премоляров и 4 моляра. Нижняя челюсть содержит на 2 моляра больше. Четвёртые верхние премоляры и первые нижние моляры составляют плотоядные зубы, которые выполняют главную роль при разделе дичи. Важную роль также играют клыки, которыми хищник удерживает и тащит жертву. Они, наряду с хищническими зубами, крупнее, чем у других видов псовых. Зубы волка способны выдерживать нагрузку более 10 мегапаскалей и являются как его главным оружием, так и средством защиты. Их потеря для волка губительна и ведёт к голоду и потере дееспособности.
Вместимость желудка взрослого волка составляет 7—8 литров.

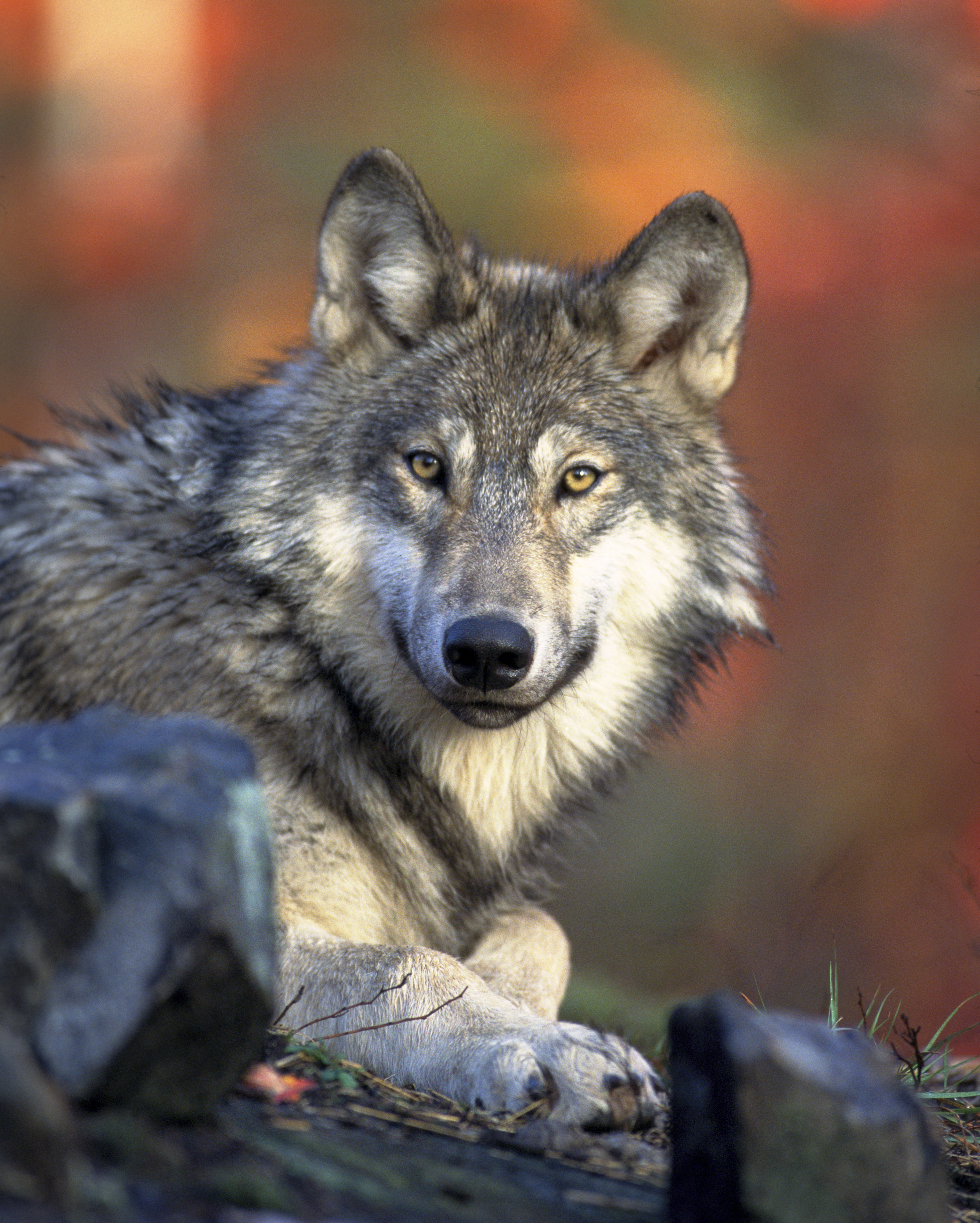
Лежащий волк

Хвост довольно длинный (длина — 35-50 см), доходящий до скакательного сустава, толстый и, в отличие от собачьего, всегда опущен вниз; охотники называют его «поленом». Хвост является выразительным «языком» волка. По его положению и движению можно судить о настроении волка, спокоен ли он или боится, и о его положении в стае.
Волосяной покров у волков изменчив в зависимости от климатических условий, в южных и средних районах ареала он грубый, а в северных — довольно пушистый и мягкий. Мех у волков густой, довольно длинный и состоит из двух слоёв, из-за чего иногда животное выглядит крупнее, чем оно есть на самом деле. Первый слой шерсти состоит из жёстких остевых волос, которые отталкивают воду и грязь. Второй слой, называемый подшёрстком, включает в себя водонепроницаемый пух, согревающий животное. Линька у волков происходит два раза в год: поздней весной или ранним летом (в северной части ареала — с конца апреля до июня) пух комочками отслаивается от тела, при этом животные трутся о камни или ветки деревьев ради облегчения этого процесса. Зимний мех спадает сначала с загривка и боков, постепенно переходя на спину и заднюю часть тела. Осенью же (на севере ареала — с конца августа по конец октября, иногда до середины ноября) зимний мех вырастает вновь.
Между подвидами волка имеются значительные различия в окраске, часто в соответствии с окружающей средой. На севере ареала основной тон окраса — палево-серый, на юге — песчано-жёлтый. Лесные волки — серо-бурые с красноватым или рыжеватым оттенком, нередко с тёмной полосой вдоль спины. Тундровые — светлые, почти белые. Степные и пустынные — серовато-рыжеватые или же светло-жёлтые. В высокогорьях Центральной Азии у волков окраска ярко-охристая. Помимо этого встречаются чисто белые (преимущественно на севере ареала), рыжие или почти чёрные особи. Брюхо и конечности окрашены светлее спины. У волчат окраска однотонная, тёмная и с возрастом светлеет, а голубая радужная оболочка глаз через 8—16 недель жизни обычно становится золотисто-жёлтой либо оранжевой. В редких случаях глаза у волков остаются голубыми на всю жизнь. Достаточно велика индивидуальная изменчивость окраса: в пределах одной популяции окрас шерсти также может различаться у отдельных особей или иметь смешанные оттенки. Различия относятся только к наружному слою шерсти — подшёрсток всегда серый. Часто полагают, что цвет шерсти призван слить животное с окружающей средой, то есть выполняет роль камуфляжа; однако это не совсем так: некоторые учёные указывают на то, что смешанные цвета усиливают индивидуальность конкретной особи. Сезонные же изменения в окрасе относительно невелики. Маленькие волчата коричневатого окраса, похожи на обычных щенят домашней собаки, новорождённые покрыты коротким серым мехом.
Следы волков отличимы от следов собаки по нескольким признакам: боковые пальцы (указательный и мизинец) больше отставлены назад относительно средних (средний и безымянный), если провести прямую от кончика мизинца до кончика указательного пальца, то основания средних пальцев лишь слегка зайдут за эту линию, тогда как у собаки за линией окажется около трети длины подушечек средних пальцев. Также волк держит лапу «в комке» поэтому отпечаток более рельефен, и посему след волка несколько меньше следа собаки тех же размеров. Кроме того дорожка следов волка гораздо прямее, нежели дорожка следов собаки, что служит надёжным «опознавательным знаком». След матёрого волка имеет длину 9,5—10,5 см и ширину 6—7 см, волчицы — 8,5—9,5 см и 5—6 см. Стая волков передвигается гуськом, след в след, за исключением поворотов (в этом случае возможно определение количества особей).

### Голос

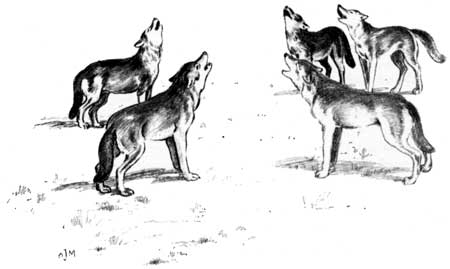
Воющие волки

Разнообразие и диапазон частот голосовых средств волков значительно превосходят возможности абсолютного большинства зверей (кроме человека и рукокрылых). Волки издают такие звуки, как вой, завывание, хныканье, ворчание, рычание, тявканье, визг, лай. Каждый звук имеет огромное количество вариаций.
Реакция волков на эти звуки сознательная. С помощью голоса волки могут передавать очень сложные сообщения — о нахождении определённого зверя в определённом месте. Так, исследователь Фарли Моуэт наблюдал в канадской тундре, как по цепочке волки передавали на большие расстояния информацию о том, что ожидаемые ими северные олени двинулись на юг и находятся там-то. При этом волк сначала слушает информацию, доносящуюся от другого волка, который может находиться в восьми километрах. Затем передающий откидывает голову назад и воет вибрирующим воем: вначале низким, но заканчивающимся на самой высокой ноте, ещё воспринимаемой человеческим слухом. Проверка волчьего сообщения о нахождении оленей подтвердила этот случай. Волки могут сообщать друг другу даже о появлении людей.
Сигнал к нападению у волков — это боевой клич, подаваемый вожаком стаи. Звук этот похож на рычание разъярённой собаки, бросающейся на человека.
Лают волки гораздо реже, нежели домашние собаки. В то время как лай собак долгий, ритмичный и используется гораздо чаще и в самых различных ситуациях, у волков же он более короткий.
Волки воют на рассвете или в сумерках, но не каждый день. Начинается вой с сольного завывания вожака, которое существенно отличается от завывания других членов стаи. Они присоединяются чуть позже. Хоровой вой обычно заканчивается тявкающим визгливым лаем.
Коллективное голосовое творчество стаи является признаком общественной жизни. Пристрастие волков к нему имеет эмоциональную основу и обостряет чувство принадлежности к стае. Также это средство общения с другими стаями и отбившимися собратьями.
Некоторые люди умеют понимать звуковые сообщения, которыми обмениваются волки; к таким относился эскимос Утек, встреченный в канадской тундре Ф. Моуэтом.

### Адаптация
В ходе эволюции у волков сформировался ряд физиологических характеристик, которые позволяют им в поисках пищи путешествовать на дальние расстояния. Этому способствуют узкая обтекаемая грудная клетка, покатая спина и сильные ноги. Расстояние в несколько километров они легко пробегают рысцой со скоростью в 10 км/ч, а во время погони вполне могут достичь скорости и в 65 км/ч, при этом делая прыжки до 5 м. Строение лап животных позволяет им чувствовать себя свободно в условиях различных ландшафтов, в том числе и в глубоком снегу. Между пальцами лап имеются небольшие перепонки, благодаря которым удельная нагрузка на поверхность уменьшается, и хищники способны передвигаться по снегу значительно быстрее своих жертв. Ещё одной особенностью строения лап является то, что волки при передвижении опираются не на всю ступню, а только на пальцы, то есть являются «пальцеходящими» — такой способ передвижения помогает им балансировать свой вес. Передние лапы крупнее задних и имеют дополнительный (пятый) рудиментарный палец с внутренней стороны плюсны. Щетинистая шерсть и тупые когти помогают удерживать равновесие на скользкой поверхности, а особые кровеносные сосуды предохраняют лапы от переохлаждения. Пахучие железы, расположенные на лапах между пальцами, оставляют за животным опознавательные следы, которые с одной стороны облегчают ориентирование на местности, а с другой сообщают другим волкам информацию о передвижении вожака. Ещё одной особенностью, помогающей животным выжить в условиях суровой зимы, является низкая теплопроводность меха (в 1,2—1,5 раза ниже теплопроводности шкурок ондатры и бобра).

### Обоняние
Чувство обоняния у волка развито очень сильно. Он может обнаружить добычу на расстоянии до 3 километров. Волчий нос в 14 раз больше человеческого, а обоняние у волков в 100 раз лучше, чем у людей. Волки различают около 200 миллионов оттенков запаха, люди всего лишь 5 млн. Через запахи волк получает большую часть информации. Процесс получения и передачи такой информации, а также соответствующие формы поведения, связанные с запаховым обследованием партнёров и оставлением запаховых меток, играют в жизни зверя важную роль. Источниками запаховых сигналов могут быть моча, кал и даже слюна. Фекалии могут нести информацию не только о виде, но, вероятно, и о поле животного. Значительное усиление запахового мечения наблюдается у волков во время гона и при образовании новых пар. Характерной чертой в этих случаях является двойное мечение, когда самец мочится поверх мочевой метки самки. В этом случае запаховое мечение может способствовать синхронизации половой активности и сплочению пары.
Последними исследованиями подтверждено большое значение для волка его хорошо развитого обоняния. Из пятидесяти одного наблюдения за охотой стаи волков на лосей в сорока двух случаях (82,35 %) хищники обнаруживали лося чутьём и реже на слух.

### Генетика
В кариотипе насчитывается 78 хромосом, число плеч аутосом — 76.

## Распространение

### Ареал

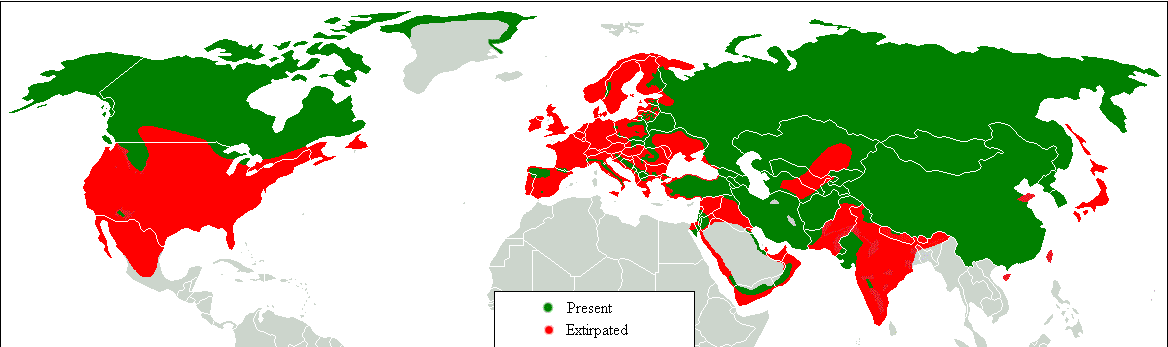
Ареал волка: зелёным цветом обозначен нынешний ареал, красным — первоначальный.

В историческое время среди наземных млекопитающих ареал волка занимал второе место по площади после ареала человека, охватывая большую часть Северного полушария; сейчас сильно сократился, хотя до сих пор широко распространён. В некоторых местностях всё ещё является обычным и даже многочисленным видом.
В Европе волк сохранился в России, Белоруссии, на Украине, в Крыму (изначально был истреблён, вновь появился в 1945-48 гг.), Прибалтике, Испании, Португалии, Италии (включая Сицилию), Польше, частично в Германии, в Скандинавии и на Балканах. На Кавказе — в Азербайджане, Армении, и Грузии. В Азии он населяет азиатскую часть России (Сибирь и Дальний Восток), Корею, частично Китай и полуостров Индостан, Монголию, Казахстан, Кыргызстан, Афганистан, Иран, Ирак, север Аравийского полуострова; в Японии вымерли подвиды Canis lupus hodophilax и Canis lupus hattai. В Северной Америке водится от Аляски до Мексики (В США — до Техаса и Флориды). В России встречается во всех ландшафтно-климатических зонах и отсутствует только на некоторых островах (Курилы, Шантарские, Командорские острова, остров Карагинский; в настоящее время зимой заходит и на Сахалин (до начала XX на нём был обычным животным), также осваивает остров Врангеля).

### Места обитания

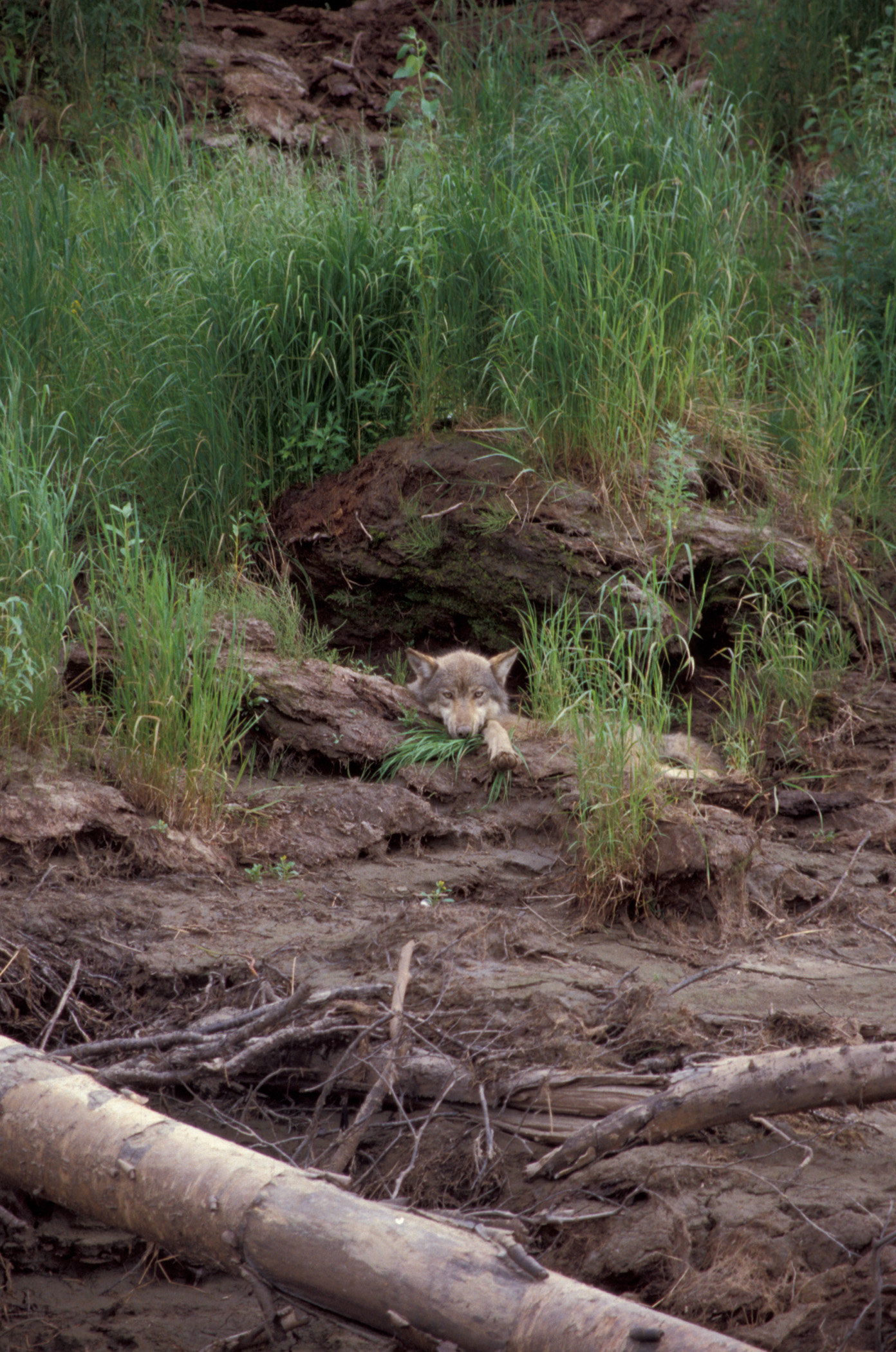
Волк отдыхает у логова

Волк обитает в самых разных ландшафтах, но предпочитает степи, полупустыни, тундру, лесостепь, избегая густых лесных массивов и районов с густым снежным покровом. В горах распространён от подножья до области альпийских лугов, придерживаясь открытых, слабо пересечённых участков; и поднимаясь на высоту до 3800 м. В лесах обитает вдоль речных долин, в опушках, вырубках и перелесках. Может селиться недалеко от человеческого жилья при надёжных укрытий. В таёжной зоне распространился вслед за человеком, по мере вырубки тайги. Распределение волка обусловлено достаточным количеством добычи, прежде всего копытных, и её доступностью в зимнее время.
Волк — достаточно территориальное существо. Размножающиеся пары, а нередко и стаи, живут оседло на определённых участках, границы которых обозначаются пахучими метками. Диаметр участка, занятого стаей зимой, обычно 30—60 километров. Площадь его составляет 200—300 км², в тундре она значительно больше. Весной и летом, когда стая распадается, занятая ею территория разделяется на несколько фрагментов. Лучший из них захватывает и удерживает основная пара, остальные волки переходят на полукочевой образ жизни. В открытых степях и тундре волки нередко кочуют вслед за передвигающимися стадами домашнего скота или домашних оленей. В умеренных широтах откочёвки волков не проходят за пределы своего охотничьего участка, а в тундре и степях они носят гораздо более широкий характер.
Логова устраиваются для выведения потомства (по другим данным, они используются постоянно, из года в год); обычно им служат естественные убежища, расположенные в труднодоступном для человека местах — расщелины в скалах, заросли кустарника, бурелом, углубления под корнями вывернутого деревья, склоны оврагов и т. п. Иногда (преимущественно в открытой местности) волки занимают норы барсуков, сурков, песцов и других зверей, реже роют их самостоятельно. Зачастую вырытое логово идёт сначала вниз, а потом вверх, что помогает избежать затопления при дожде. При недостатке удобных мест логово может устраиваться в остатках омётов сена или соломы, так чаще всего происходит в степи, но иногда и в лесной зоне. Больше всего к логову привязана самка во время выращивания потомства, самец им не пользуется. Щенки выводятся в укрытых местах: в лесной полосе — преимущественно в густом кустарнике, на гривах среди топких болот; в степях — по заросшим кустарником оврагам, балкам и сухим тростниковым зарослям у озёр; в тундре — на холмах. Волки никогда не промышляют поблизости от своего жилища, а на расстоянии 7—10 км и далее. После того, как волчата подрастут, звери перестают пользоваться постоянным логовом, а устраиваются на отдых в различных, но надёжных местах.

## Образ жизни и питание

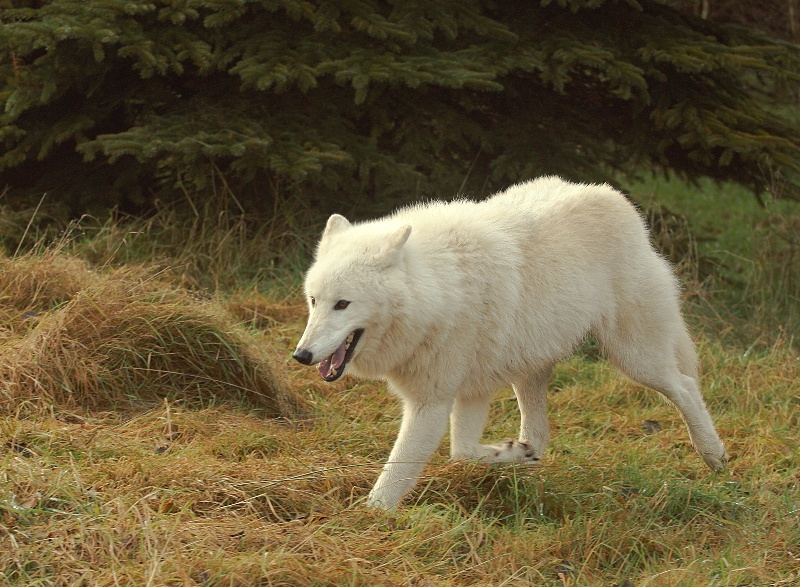
Мелвильский островной волк

Волк — типичный хищник, добывающий пищу активным поиском и преследованием жертв. Охота волков — загонная, иногда волки устраивают засады и облавы. Промежутки между охотами для стаи составляет от двух дней до недели.
Это всеядный хищник с почти исключительно мясным рационом. Основу его питания составляют копытные животные: в тундре — северные олени; в лесной зоне — лоси, олени, косули, кабаны; в горных областях — серн, диких коз и баранов (например, снежных баранов в Сибири или архаров в Центральной Азии); в степях и пустынях — сайгак, антилопы (такие, как джейран) и уриал. Нападают волки и на домашних животных (овец, коров, лошадей, кур), в том числе на собак. Волки, особенно одиночные, ловят и более мелкую добычу: зайцев, сусликов, сурков, бобров, мышевидных грызунов. Летом они не упускают случая съесть кладку яиц, птенцов, сидящих на гнёздах или кормящихся на земле тетеревиных, водоплавающих и иных птиц. Часто добывают и домашних гусей. Добычей волков порой становятся лисицы, енотовидные собаки, корсаки; изредка голодные волки нападают на спящих в берлоге медведей. Зарегистрирован случай, когда стая волков набросилась на молодого медведя и съела его. Известно много случаев, когда ослабевшие крупные животные (например, лоси, олени), раненые охотниками или сильно пострадавшие в драке во время гона, становились добычей волков. В отличие от многих других хищников волки часто возвращаются к недоеденным остаткам своей добычи, особенно в голодное время года. Не брезгуют они и падалью — например, трупами домашнего скота (в частности, подобной падалью волки питаются на скотомогильниках), а на морских побережьях — тушами тюленей и других морских зверей, выброшенными на берег. В периоды бескормицы волки едят пресмыкающихся, лягушек и даже крупных насекомых (жуков, саранчу). Волки, особенно в южных районах, поедают и плоды растений — разные ягоды, дикие и садовые фрукты (груши, яблоки, черешню), даже грибы. В степях они часто делают набеги на бахчи арбузов и дынь, удовлетворяя не столько голод, сколько жажду, поскольку нуждаются в регулярном обильном водопое. Нередки случаи каннибализма, когда более слабые особи становились пищей более сильных. Отмечены также и предпочтения той или иной семьи определённому виду добычи.

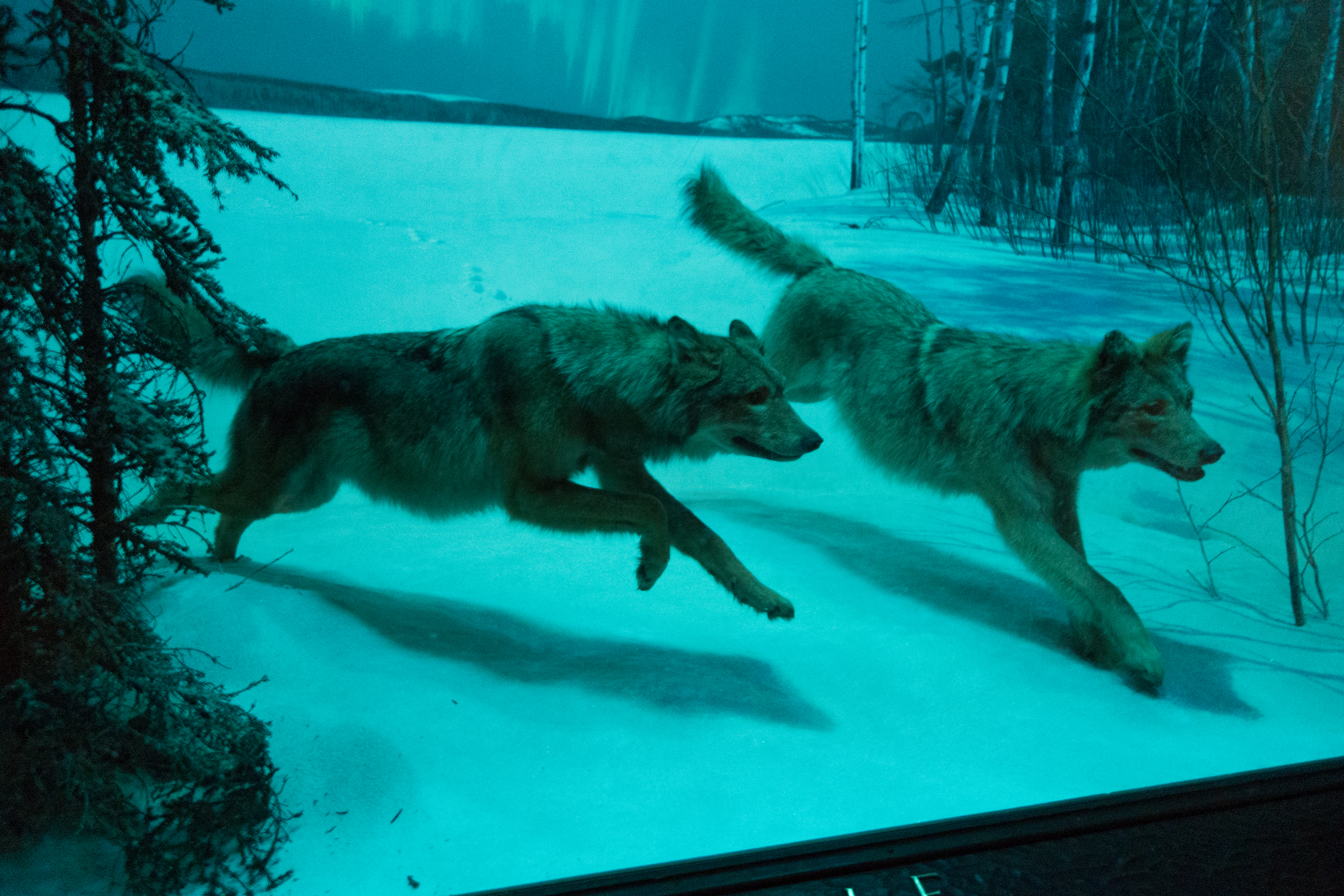
Пара волков на охоте в ночи (инсталляция)

Активны преимущественно в ночные часы и в сумерки, хотя их можно встретить в любое время суток. О своём присутствии нередко дают знать громким воем, сильно различающимся у матёрых самцов, волчиц и молодняка. Вой предназначен для поддержания связи волков на большом расстоянии, оповещения, взаимоидентификации, акустической локации друг друга, заявления территориальных претензий, ухаживания за особями противоположного пола и т. д. Во время охоты волки, как правило, не издают лишних звуков и передвигаются почти полностью бесшумно, чтобы не спугнуть добычу. Из внешних чувств у волка лучше всего развит слух, немного хуже — обоняние; зрение — значительно слабее. Хорошо развитая высшая нервная деятельность сочетается у волков с силой, ловкостью, быстротой и другими физическими данными, повышающими выживаемость этого хищника в борьбе за существование. Как правило, волк передвигается шагом или рысью, реже галопом. При необходимости он развивает скорость до 55—60 км/ч и способен делать переходы до 60—80 км за ночь, а разгоняется до галопа за несколько секунд, преодолевая 4 метра, после чего уже несётся во всю прыть (наподобие лошадиного карьера, очень быстрого галопа).
Нападая на стадо, волки часто убивают несколько животных. Непосредственно они убивают добычу хватая её за горло или распарывая ей брюхо, обездвижив её перед этим. Несъеденное мясо оставляют про запас (из-за чего сложилось преувеличенное представление о якобы крайней прожорливости волка). За раз волк может съесть до 3 кг мяса, обычно съедает 1,5-2 кг. Нападая на домашних животных, убивает больше, чем может съесть.
Волку присущ высокий уровень умственного развития, что выражается, в частности, в умении не теряться в обстановке и уходить от опасности, а также в способах охоты. У них высоко развито искусство применения стайных коллективных действий. Известны случаи, когда стая волков разделялась, причём одна часть оставалась в засаде, а другая нагоняла на неё добычу. В стае, преследующей лося или оленя, часто одни волки бегут по пятам жертвы, а другие — наперерез или трусят не спеша и, отдохнув, сменяют передовых, пока не возьмут жертву измором. Высокие умственные способности волков выражаются и в избегании расставленных человеком ловушек. Это также осторожное животное.

## Социальное поведение и размножение

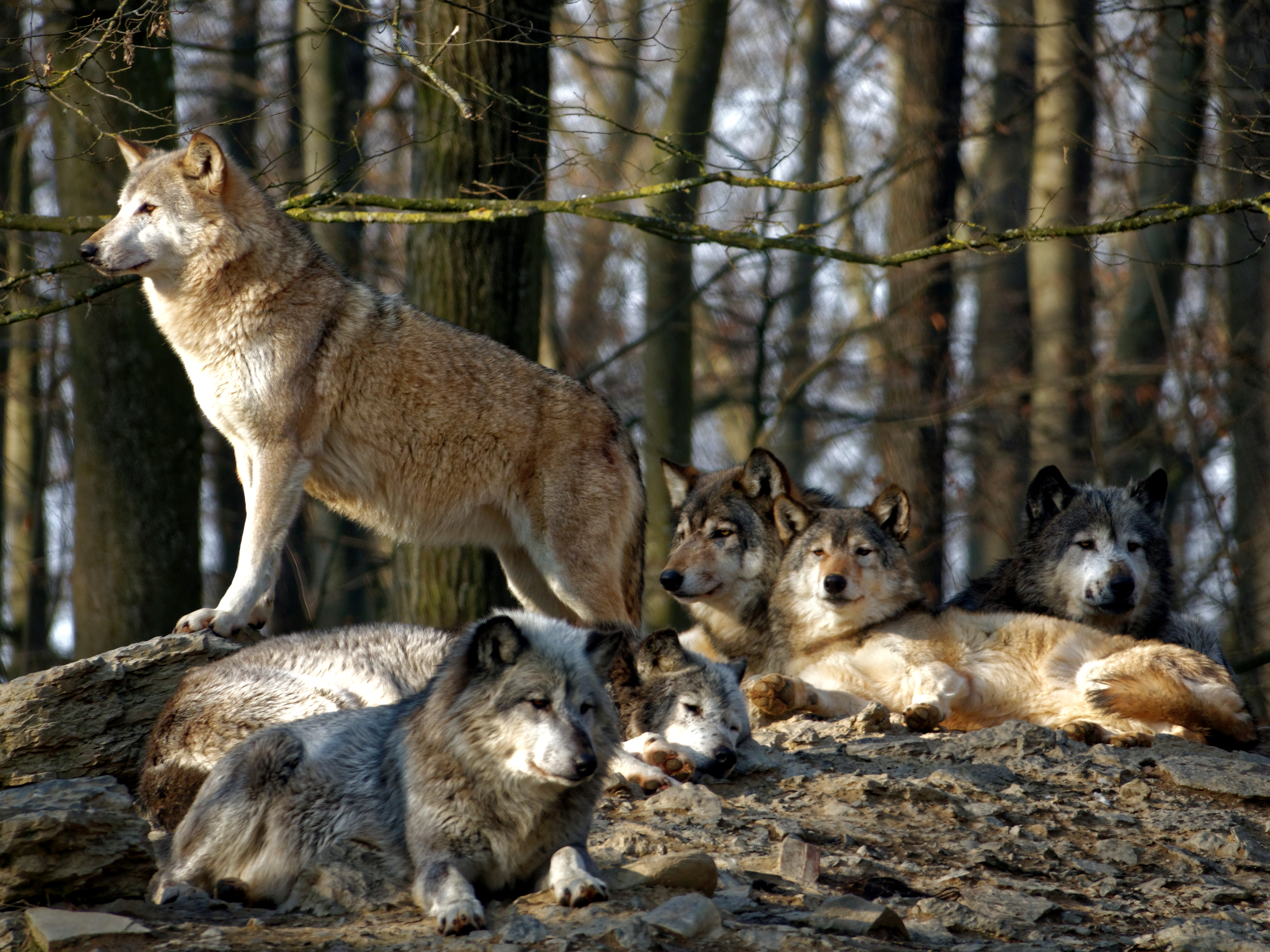
Волчья стая в зоопарке в Бад-Мергентхайме (Германия)

Волки моногамны, то есть на одного самца приходится одна самка, но встречаются исключения, когда самок или же самцов бывает по двое. Кроме того, для волков типичен семейный образ жизни: в природе они живут стаями от 3 до 40 особей — семейными группами, состоящими из пары родителей и их детей, а также пришлых одиноких волков. Пары образуются на неопределённо долгий срок — до тех пор, пока один из партнёров не погибает. Раньше считалось, что внутри стаи наблюдается иерархия, на вершине которой находится доминирующая пара, затем следуют взрослые члены семьи, одинокие волки и в конце щенки последнего помёта. По результатам последних исследований, это правильно только для волков, живущих в неволе. Как правило, инстинкт заставляет хищников искать себе партнёра и территорию для размножения вне своей стаи. Рассеивание достигших половой зрелости зверей происходит круглый год, и щенки одного помёта обычно вместе не спариваются. Иерархичность подвида, как и у многих стайных животных, обусловлена чётким строем, порядком поведения в стае и доминированием вожака. Борьба за первенство выбора самки и право создания пары сопровождается жёстким противостоянием и полным доминированием сильнейшего самца над потенциальными соперниками. Такое поведение характерно и для других представителей данного вида по факту достижения половозрелого возраста. Половая зрелость наступает на третий или четвёртый год жизни, период гона в зависимости от места проходит зимой-ранней весной.
Численность волков в стае доходит до 10-15 особей, иногда до 20, но чаще всего 3-8 особей. Зимой стая не превышает 12 особей и в среднем состоит из 6-9, наиболее крупные состоят из основной пары, до 4-5 переярков и 5-6 прибылых.

### Брачный период
В стае серых волков размножается только доминирующая пара. Эта пара также моногамна, хотя со смертью одного из них, новый альфа-самец или альфа-самка занимает место партнера. Брачный период в зависимости от местности, приходится на зиму и весну, на январь—апрель, более северные популяции размножаются позже своих южных собратьев. Раньше спаривание проходит у старых самок, из-за чего период гона в целом растягивается. Брачный период сопровождается ожесточёнными драками самцов за волчиц. Волчицы выбирают себе пару и часто образуют связь на всю жизнь. Они проводят много времени вместе. В этот период, до наступления течки, самец и самка всячески ухаживают друг за другом, держатся бок о бок и заигрывают друг с другом. Состояние эструса у альфа-самки бывает один раз в год и длится 5—14 дней. О том, что у самки наступает течка, самец узнаёт по запаху феромонов, выделяемых с мочой самки. С началом течки волчица в течение нескольких дней невосприимчива к спариванию, и только с началом овуляции происходит спаривание. После спаривания самка обустраивает логово для выращивания потомства.

### Размножение

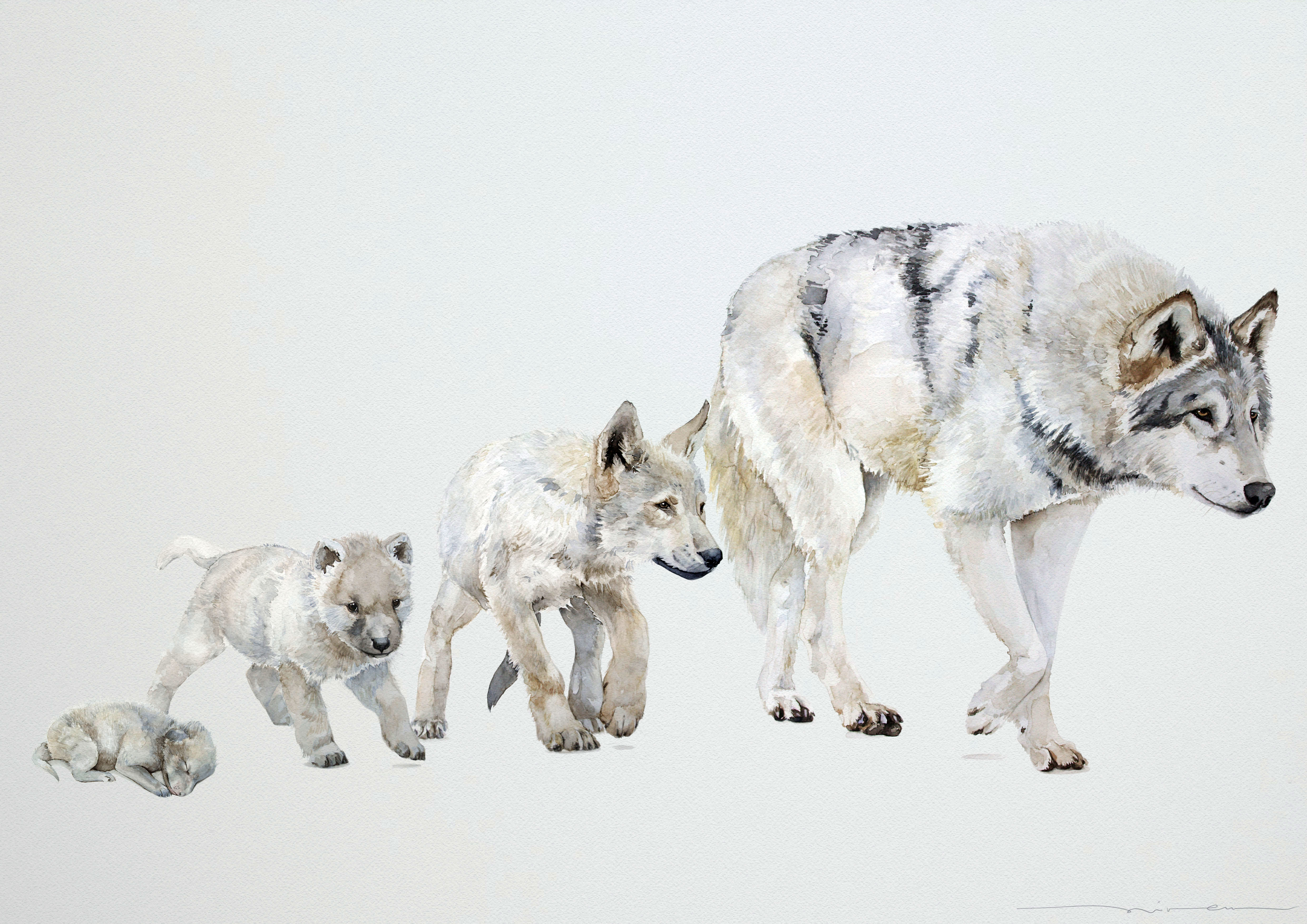
Иллюстрация, отражающая возрастные изменения волка

После 62—75 дней беременности (в южных областях ареала — с конца декабря до начала февраля, в северных и центральных — в феврале-марте) самка уединяется в логове и приносит от 3 до 13 (в среднем 6-7) слепых волчат, весом около 0,5 кг и с закрытыми ушными отверстиями. Первые недели жизни они не покидают логова, а глаза открывают на 10—15 день. В заботе о потомстве принимают участие все члены стаи. Первое время мать-волчица безотлучно находится с детёнышами и пищу ей приносит отец выводка, в дальнейшем мать также уходит на охоту, в этом случае с детёнышами могут оставаться пара молодых переярков, пока мать отсутствует. Волчата питаются материнским молоком и отрыгнутой пищей в среднем до 45 дней (4-6 недель) от роду, позже они едят мясо, добываемое всеми членами стаи.
Начиная с 20 дней (третьей недели) от роду детёныши начинают выходить из логова, учиться бегать, выть и драться друг с другом. Примерно на 77-й день они окончательно покидают логово. В это время взаимодействие с другими волками в стае, а также доминирующий статус матери определяют их положение в иерархии стаи. Детёныши развиваются быстро, так как к зиме они должны быть достаточно большие и сильные, чтобы выжить. В первые 4 месяца набирают в весе в 30 раз: до 14-15 кг.
В возрасте около 10 месяцев прибылые волки (к этому времени набравшие вес в два раза больше и достигшие около 30 кг) начинают принимать участие в охотах вместе со взрослыми. Хотя волки внимательно заботятся о своём потомстве, до 60—80 % щенков погибают в первый год жизни.
Половая зрелость серых волков наступает в 2-3 года и зависит от подвида и места обитания.
Волки могут жить до 13-15 лет в дикой природе, но чаще умирают в более раннем возрасте из-за голода, болезней, травм, полученных во время охоты, или ран от стычек с другими волками. В среднем в природе волки живут 6 лет. Продолжительность жизни в неволе составляет до 15-16 лет.

## Хозяйственное значение

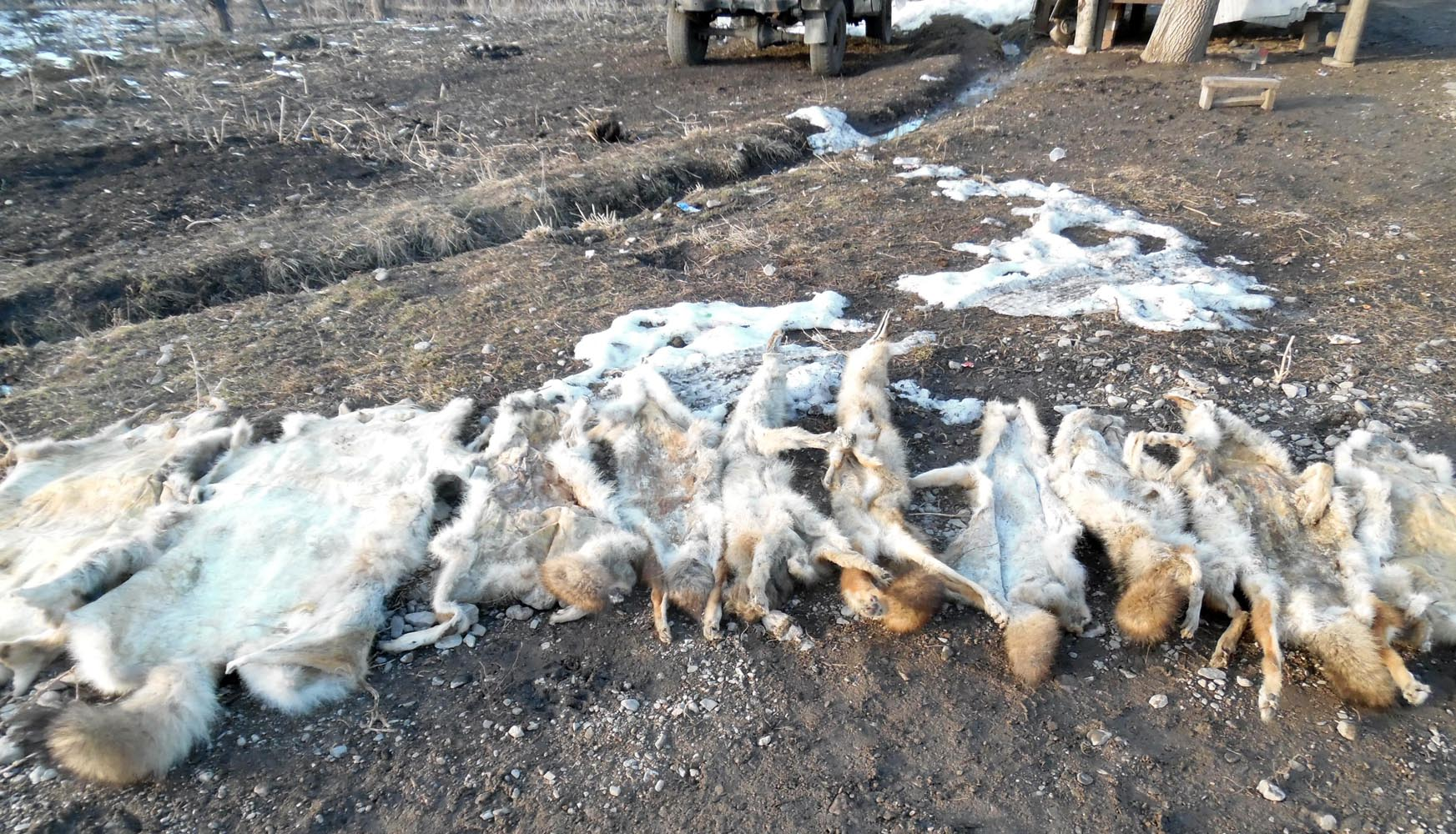
Шкуры волков и лис, отстрелянных в Ошской области Кыргызстана

Волк принадлежит к числу наиболее опасных крупных хищников, и потому на протяжении многих столетий активно преследовался. В целом хозяйственное значение волка неоднозначно и разнится в зависимости от региона.
Волк наносит вред животноводству и охотничьему хозяйству (например, в Якутии волки уничтожили в 2012 году более 200 лошадей и около 800 домашних северных оленей), но, с другой стороны, играет важную роль в экосистеме, контролируя численность животных и уничтожая слабых и больных особей. В средней полосе России (по данным на 1956 год) из домашних животных от волков наиболее страдают овцы (53 %), далее следует крупный рогатый скот (18 %), лошади (15 %), свиньи (7 %), козы (6 %) и прочие (1 %). В Западной Сибири, по тем же данным, ежегодно гибло до 4 % поголовья северных оленей. Волки также являются переносчиками таких опасных болезней, как бешенство, эхинококкоз, сибирская язва. Особую опасность представляют волки, больные бешенством. Из-за вреда для животноводства волков длительное время истребляли разнообразными способами и в любое время года, с середины XX века стал применяться отстрел с самолётов и аэросаней. В наше время, ввиду пересмотра роли волков в экосистеме и хозяйстве регуляция численности проходит более ограниченно и более гуманными способами.
Мех и шкура волка малоценны, но тем не менее применяются для изготовления меховых изделий. Наиболее ценным считается мех тундровых волков. Волчий мех довольно ноский. В СССР волчьи шкуры шли на дохи (традиционные русские шубы с мехом наружу), меховые воротники, меховые ковры и полости для автомобилей; а шкуры волчат — на шапки и воротники. В 1950-е годы ежегодно добывалось 70-80 тыс. шкур волков.
Маленькие волчата очень хорошо приручаются, что и поспособствовало одомашниванию волка и последующему появлению собаки. Также волк может свободно скрещиваться с домашней собакой (являющейся подвидом Canis lupus), путём скрещивания некоторых пород собак и волка были созданы новые породы, такие как волчья собака Сарлоса, чехословацкий влчак или волкособ. Природные волкособы, наряду с одичавшими собаками нередко занимают в биоценозах место истреблённого волка.

### Опасность для человека
Мнения об опасности волка для человека весьма противоречивы. Советский и российский зоолог М. П. Павлов приводит множество фактов нападения волков на человека. В значительной части этих случаев нападали бешеные звери, однако есть немало случаев нападения и вполне здоровых волков. Павлов обращает внимание на то, что на территории постсоветского пространства большинство таких случаев относятся к нескольким определённым регионам, и делает вывод, что волки агрессивны по отношению к человеку в основном в местах, бедных естественной добычей. В таких местах волки привыкли кормиться за счёт человека и боятся его в меньшей степени. 
В. М. Песков в книге «Птицы на проводах» также сообщает о нападениях волков на людей, причём в летнее время, когда волки нуждаются в пище для потомства; впрочем, такое поведение наблюдается лишь при высокой плотности этих хищников. Высокая плотность волков опасна ещё и тем, что создаёт условия для эпизоотий бешенства. В то же время некоторые канадские и американские исследователи пришли к выводу о безопасности для человека североамериканских волков. 
Канадский писатель Фарли Моуэт в книге «Не кричи: „Волки!“» утверждает, что волки не нападают на исследователя даже при проникновении в логово, однако сообщения об отдельных случаях нападения на человека есть и в отношении волков Северной Америки.

## Значение для экосистемы
В природной среде волки являются важным звеном экосистемы. Так, в 1995 году в Йеллоустонском национальном парке в США были выпущены на волю четырнадцать волков, с целью приостановить бесконтрольное размножение оленей-вапити, которые уже нанесли сильнейший урон местной флоре, объедая деревья и кусты. В 1926 году популяция волков в Йеллоустонском парке была полностью уничтожена, с намерением сохранения этих благородных оленей. Обратная акция привела к решительному изменению всей экосистемы парка, который буквально возродился. С поправкой численности оленей начала возрождаться растительность, и за шесть лет количество деревьев в районе каньонов и ущелий увеличилось в пять раз, что привело к возвращению в парк бобров и ондатр. Волки уменьшили популяцию койотов, что привело к увеличению количества зайцев и мышей, а те, в свою очередь привлекли в парк ястребов, хорьков и лис. Снова пришли медведи-гризли, которых привлёк рост числа кустов ирги, черники, черёмухи и других ягод, которыми они питаются перед спячкой. Поменялись даже русла рек, чьи берега укрепили от эрозии разросшиеся деревья и кусты.
В СССР к 1957 году популяция волков, по приблизительным подсчётам, составляла около 150 тысяч особей, а на конец 1970-х годов — около 50 тысяч.

## Систематика
Вид Canis lupus насчитывает множество подвидов (однако система подвидов разработана довольно слабо):
- подвид: Canis lupus albus Kerr, 1792 — тундровый волк
- подвид: †Canis lupus alces Goldman, 1941
- подвид: Canis lupus arabs Pocock, 1934
- подвид: Canis lupus arctos (Pocock, 1935)
- подвид: Canis lupus baileyi (Nelson and Goldman, 1929)
- подвид: †Canis lupus beothucus G.M. Allen & Barbour, 1937
- подвид: †Canis lupus bernardi Anderson, 1943
- подвид: Canis lupus campestris Dwigubski, 1804 — степной волк
- подвид: Canis lupus chanco Gray, 1863 — тибетский волк
- подвид: Canis lupus columbianus Goldman, 1941
- подвид: Canis lupus coreanus Abe, 1923 — амурский волк
- подвид: Canis lupus crassodon Hall, 1932
- подвид: Canis lupus cubanensis Ognev, 1922 — Кавказский волк
- подвид: †Canis lupus deitanus Cabrera, 1907
- подвид: Canis lupus dybowskii Domaniewski, 1926 — камчатский волк
- подвид: †Canis lupus floridanus Miller, 1912 — флоридский черный волк
- подвид: †Canis lupus fuscus Richardson, 1839
- подвид: †Canis lupus griseoalbus Baird, 1858
- подвид: †Canis lupus hattai Kishida, 1931
- подвид: †Canis lupus hodophilax Temminck, 1839
- подвид: Canis lupus hudsonicus Goldman, 1941
- подвид: Canis lupus irremotus Goldman, 1937
- подвид: Canis lupus italicus Altobello, 1921
- подвид: Canis lupus labradorius Goldman, 1937
- подвид: Canis lupus ligoni Goldman, 1937
- подвид: Canis lupus lupus Linnaeus, 1758 — евразийский волк [syn.  европейский волк, таёжный волк]
- подвид: Canis lupus mackenzii Anderson, 1943
- подвид: Canis lupus manningi Anderson, 1943
- подвид: †Canis lupus minor (Ogerien, 1863)
- подвид: †Canis lupus mogollonensis Goldman, 1937
- подвид: †Canis lupus monstrabilis Goldman, 1937
- подвид: Canis lupus nubilus Say, 1823
- подвид: Canis lupus occidentalis Richardson, 1829
- подвид: Canis lupus orion Pocock, 1935
- подвид: Canis lupus pallipes Sykes, 1831
- подвид: Canis lupus pambasileus Elliot, 1905
- подвид: Canis lupus signatus Cabrera, 1907
- подвид: Canis lupus tschiliensis Matschie, 1907 — монгольский волк
- подвид: Canis lupus tundrarum Miller, 1912
- подвид: †Canis lupus youngi Goldman, 1937
- подвид: Canis lupus lycaon Schreber, 1775 (часто выделяется в отдельный вид Canis lycaon[75][76])
- подвид: Canis lupus familiaris Linnaeus, 1758 — домашняя собака (часто выделяется в отдельный вид Canis familiaris[77][78][79])
- подвид: Canis lupus dingo Meyer, 1793 — динго (вторично одичавшая домашняя собака[79])
- подвид: Canis lupus hallstromi Troughton, 1958 — новогвинейская поющая собака (вторично одичавшая домашняя собака[79])

## Образ волка в культуре

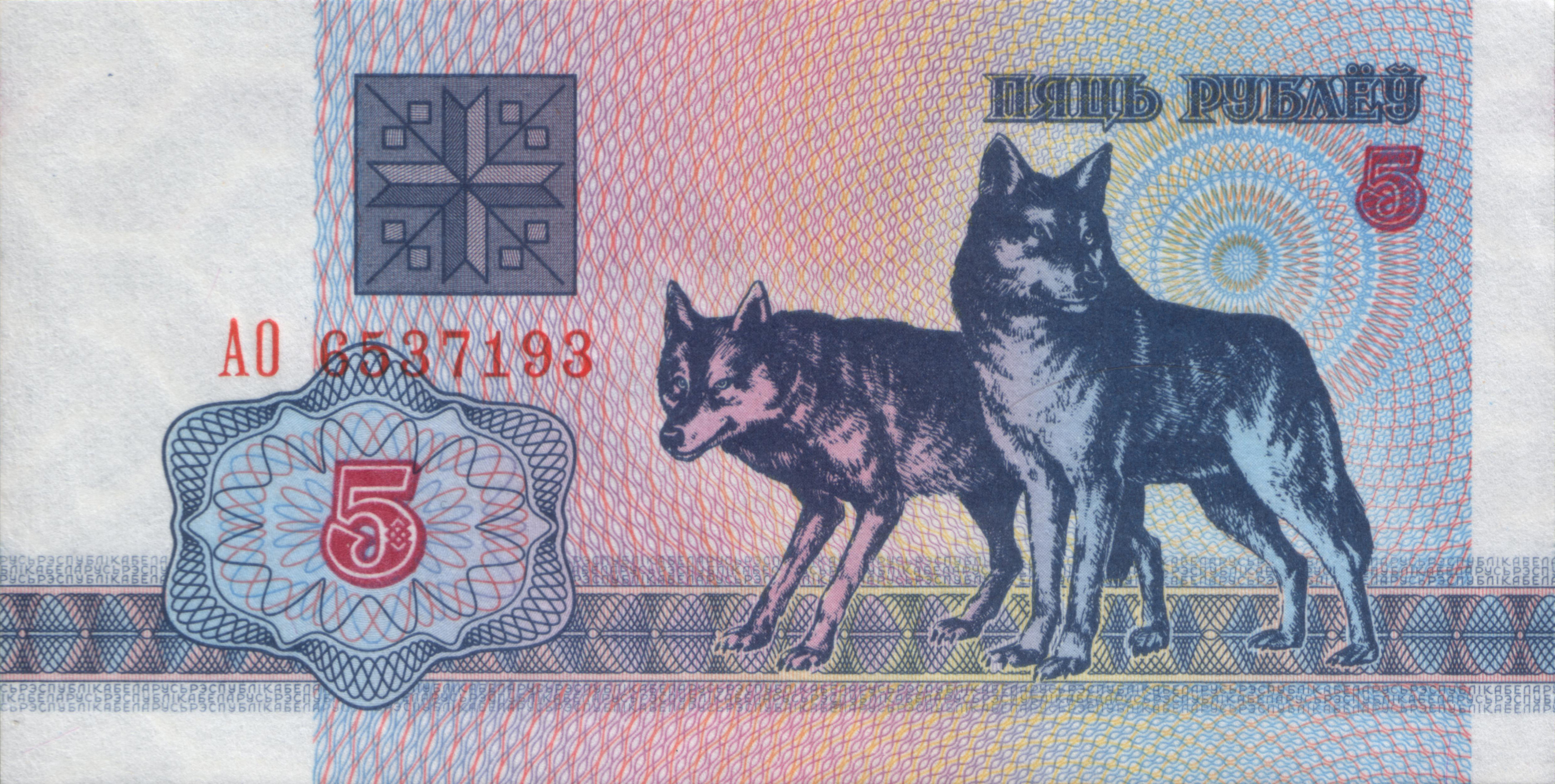
Волк обыкновенный на 5 белорусских рублях 1992 года

Ввиду широчайшей распространённости и значимого места в экосистеме волк не мог не оказать огромного влияния на мировую культуру.
В культуре, как правило, волк является отрицательным персонажем, что является отражением представляемой им угрозы человеку. В антропоморфном проявлении волку приписываются такие черты, как жестокость, кровожадность, вероломность, коварство, а иногда — глупость, благодаря чему его легко обводят вокруг пальца (в частности, это делает лиса, персонаж-трикстер, так же как и волк, широко распространённый в культуре). Существует и противоположный образ, представляющий волка благородным зверем.

### Мифология и фольклор
- Капитолийская волчица — волчица из римской мифологии, по преданию, вскормила молоком будущих основателей Рима, Ромула и Рема.
- В древнем Риме считались, что волчицы будто бы чрезвычайно сексуальны. Из-за этого «волчицами» (лат. lupae) иносказательно называли проституток, а публичные дома, соответственно, именовались «лупанариями». С образом волка также связан праздник Луперкалии.
- Как правило, у европейских народов оборотнем чаще всего является волк — вервольф у германцев, волколак у славян[80][83].
- Оками — божественный волк в японской мифологии, посланник богов, ёкай.
- Фенрир — гигантский волк из германо-скандинавской мифологии, согласно пророчеству, сыгравший решающую роль в Рагнарёке — конце света, для чего асы заковали его волшебными цепями глейпнир[84].
- Ликаон — персонаж древнегреческой мифологии, первый царь Аркадии, обращён Зевсом в волка.
- Волчий пастырь — персонаж мифологии сербов и хорватов, главарь всех волков. Представляется в виде старого волка или старика верхом на волке, ежегодно собирает всех волков и распределяет между ними добычу на следующий год[85]. У славян его функцию нередко выполняет святой, у восточных славян это Георгий Победоносец (Егорий Храбрый), у поляков и кашубов — Николай Угодник, у сербов — Святой Савва[86]. У восточных славян волки выступают в качестве животных лешего[87].
- В некоторых белорусских народных сказках (и изредка в русских: в частности, в одном из вариантов сказки «Кот и лиса» (встречается в сборнике Афанасьева под номером № 40), чьё место записи неизвестно[88]) у волка присутствует уважительное имя Левон Иванович. По-видимому, это фольклорное отражение действительно существовавшей с XVI века польской и белорусской шляхетской династии Волк-Леоновичей (пол. Wołk-Lewanowicz, бел. Воўк-Левоновіч). Ввиду существования у славян запрета на упоминание волка вслух в определённое время (чаще всего вечером или ночью), к нему применяются эвфемизмы, включая в виде имени. Так, на Кубани волка называют Кузьмой, а в Люблинском воеводстве Польши — Якубеком (пол. Jakubek)[89].

### Геральдика
Волк в традиционной европейской геральдике считается символом алчности, злости и прожорливости. Иногда поверженный волк помещается на гербах как знак победы над алчным и злым противником. Но в противоположность этому волк также может символизировать преданность семье и семейным ценностям, способность постоять за свой дом. Также волк мог появиться на гербе европейского рода, возводящего своё происхождение к вервольфу (оборотню).

### Мультипликация
- Волк — один из главных персонажей культового советского мультсериала «Ну, погоди!».
- Дон Карнаж — волк из диснеевского мультсериала «Чудеса на виражах».

### Идиоматика
Как правило, устойчивые выражения, связанные с волком, несут отрицательный, негативный смысл. Собственно обозначение волка (наряду со словом «бирюк») применяется к нелюдимым, замкнутым людям, в некоторых диалектах — к ворам. 
Так, выражение «выть волком» означает «сильно ныть, плакать», псковское выражение «выть бурым волком/как бурый волк» — «громко и тоскливо, отчаянно плакать», а волгоградское «во́ять бирюком» — «испытывать чувство одиночества». По отношению к хоровому коллективу выражение «выть, как волки» обозначает нескладное и немелодичное хоровое пение. Выражение «глядеть/смотреть/коситься как волк/волком» обозначает угрюмый, злобный и враждебный взгляд; «повадки/нрав, как у волка» — жестокий и безжалостный характер; а «оскал, как у волка» — хищную и злобную ухмылку.  Идиома «голодный, как волк/наесться, как волк» применяется к очень голодному человеку, готовому съесть что угодно. Идиома «и овцы целы, и волки сыты» означает наилучший выход из затруднительного положения. Устойчивое выражение «с волками жить — по волчьи выть» обозначает приспосабливание образа жизни под влиянием сильного. Распространённой идиомой в языках мира (в том числе и русском) является «волк в овечьей шкуре», обозначающая лицемера, скрывающего свои дурные намерения под благообразной личиной.
Устойчивое выражение «морской волк» используется для обозначения бывалого, опытного моряка.
В алхимии выражение «волк металлов» использовалось для обозначения сурьмы, использовавшейся для очистки золота. Алхимики символически описывали это дело так: сурьма, подобно волку, проглатывает льва, то есть золото, дабы его растворить.

### Антропонимика
- Обозначение животного на Руси использовалось т. н. некалендарного личного имени, а также прозвища[95] (к примеру, на начало XV века упоминается Юрий Григорьевич Волк Каменский[96]). От них происходит фамилия Волков, известная с конца XV века[96], и являющаяся одной из самых распространённых русских фамилий. В списке общераспространённых русских фамилий, составленной группой исследователей под руководством генетика Елены Балановской, фамилия находится на 11-м месте по распространённости[97]. В другом списке, составленном коллективом сотрудников отдела этимологии и ономастики Института русского языка РАН под руководством лингвиста, доктора филологических наук Анатолия Журавлёва она занимает 12-е место[98]. Аналогичная ситуация произошла и с обозначением «бирюк» (так, в 1591 г. упоминается Михайло Бирук, астраханский казачий атаман[13], в 1627 г. упоминается белёвский крестьянин Бирюк Гаврило[99], а в 1700 г. — перевезённый на Каменский завод «Захар Федоров[ич] Мурзин, он же и Бирюк, родом Сибирской губернии Кондинского монастыря»[100]), от которого происходит фамилии Бирюков[11].
- Целый пласт имён (и происходящих от них фамилий), связанным с волком, присутствует у южных славян, главным образом, у сербов и черногорцев. Базовым является Вук, и означающее «волк» на сербохорватском. Как и в случае с русским именем Волк, сербское являлось именем-оберегом от нечистой силы. От него происходят такие имена, как Вукадин, Вукашин, Вукан, Вукица, Вуйо, Вучко и т. д. Сходный пласт имён: Вылко, Вылчо, Вылкан, известен и у болгар.
- Не менее объёмен и пласт германских имён, связанных с волком. К таковым именам относятся Вольфганг («волчья походка»), Адольф («благородный волк»), Рудольф («славный волк»), а также имена, непосредственно значащие «волк»: Вольф (англ. и нем. Wolf, идиш װאָלףֿ‎), Ульф (швед. и дат. Ulv), Варг (норв. Varg).
- Фаркаш — венгерское имя, и происходящая от него фамилия, означающая «волк».
- Лик (др.-греч. Λύκος) — греческое имя со значением «волк», известное прежде всего по древнегреческой мифологии.
- Зеэв (ивр. זְאֵב‎), Зейб (араб. ذئب‎) — еврейское и арабское имена со значением «волк».

### Музыка
- Немецкая рок-группа Powerwolf — репертуар песен прежде всего о волках и оборотнях.

### Маскоты
- Вучко — талисман XIV Зимних Олимпийских игр 1984 года в Сараеве.

### Политика
- Бозкурты (тур. Bozkurtlar, серые волки) — турецкая националистическая и пантюркистская группировка.

### Интернет-мемы
- «Волчьи цитаты», «цитаты с волком», «мемы про волков» — постироничный мем, пародирующий якобы глубокомысленные и пафосные высказывания. Произошёл из пабликов с «пацанскими» цитатами, сопровождающимися снимками волков. Одним из источников этого мема, в частности, послужило выражение «Волк слабее льва и тигра, но в цирке волк не выступает» (на самом деле, цирковые волки существовали и существуют, поэтому само по себе выражение не является правдой). Источник мема доподлинно неизвестен. Первые подобные изображения появились в конце 2018 года, однако получили широкое распространение лишь с 2019 года[101], после чего их популярность сошла на нет, как и у подавляющего большинства интернет-мемов. Они нередко содержали искажённые в фоторедакторе смешным и нелепым образом изображения волков, например, с искривлёнными мордами, косыми глазами; использовались также фотографию волка, держащего половинку арбуза в пасти.